# カンヒザクラ
- カンヒザクラ
- ヒカンザクラ

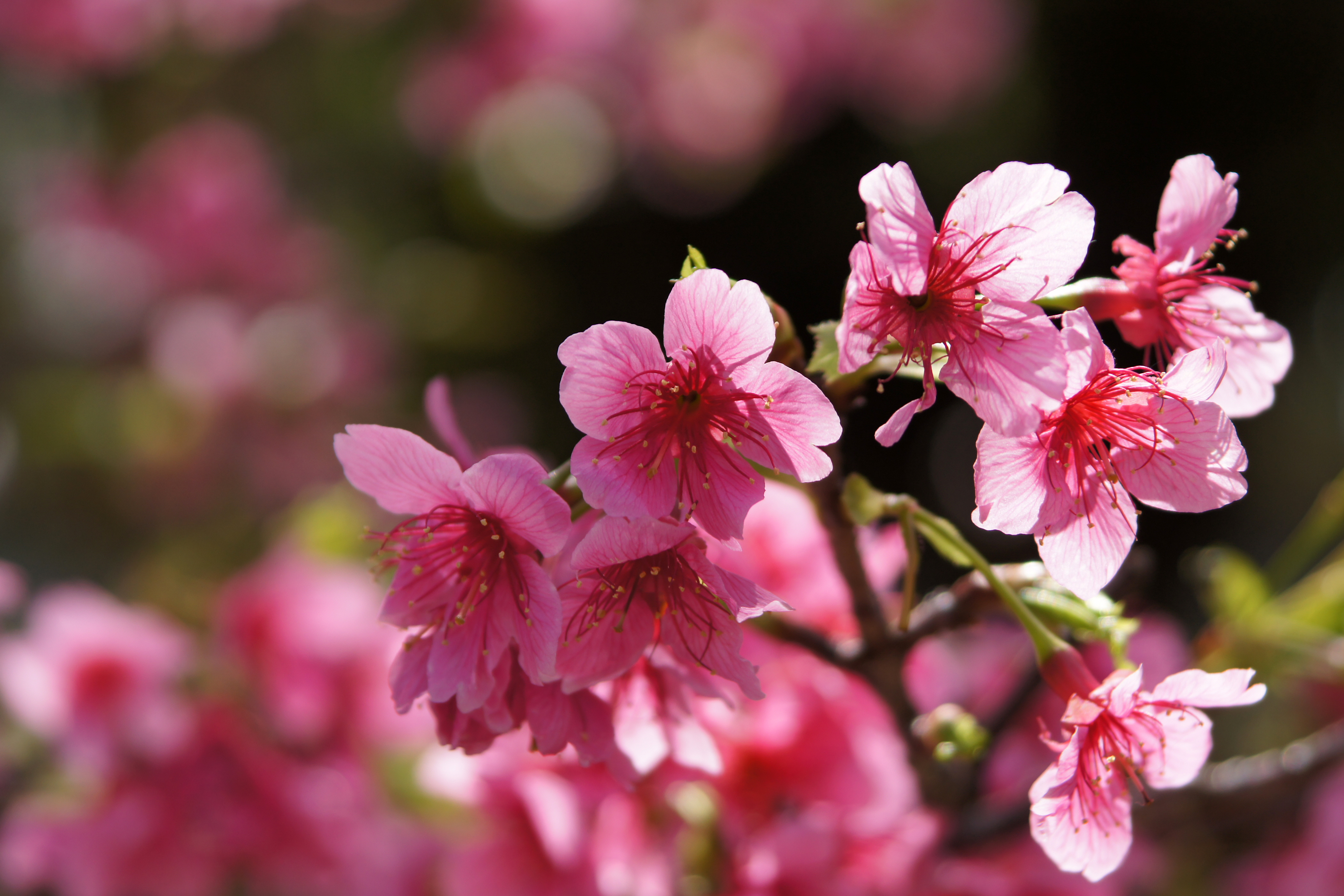
花

カンヒザクラ（寒緋桜、学名: Cerasus campanulata）はバラ科サクラ属の野生種のサクラ。旧暦の正月あたりに咲くことからガンジツザクラ（元日桜）と呼ばれることもある。別名ヒカンザクラ（緋寒桜）、タイワンザクラ（台湾桜）、サツマザクラ（薩摩桜）、ヒザクラ（緋桜）とも言う。中国名は鐘花櫻桃。

## 特徴
落葉小高木。樹高は亜高木で樹形は広卵状。日本の本州では樹高4メートル (m) ほどの亜高木にしか育たないが、台湾では10 mを超える高木に成長することもある。樹皮は暗紫褐色で横筋があり、横に並ぶ皮目がある。若い枝は淡褐色でつやがあり、無毛で円い皮目が入る。
花は中輪の一重咲きで、釣り鐘状の下向きに閉じたような半開きの形で咲き、濃い紫紅色の花弁を付けるのが最大の特徴である。学名の種小名 campanulata は「カンパニュラの様な」と言う意味で、キキョウ科ホタルブクロ属（Campanula、カンパニュラ）の花が下向きに咲く所になぞられて名付けられており、中国語でも「鐘花櫻花」と呼ばれる。
花期は1月から3月にかけて。沖縄では1月、東京での花期は3月中旬。ただし沖縄と台湾の一部の変異した個体では花弁が大きく開き、色が薄い淡紅色になって、鹿児島以北のヤマザクラに近い形態のものもある。現在のところこれらは個体差に留まり、変種として認められるほどではない。多くの桜とは異なり花弁は散らず、萼のついた状態で落花する。
冬芽は鱗芽で、楕円形や細い円錐形で先が尖り、無毛で多数の芽鱗に包まれる。枝の先には頂芽がつき、側芽が枝に互生する。葉痕は半円形で、維管束痕が3個つく。

## 分布
原産地は中国大陸南部と台湾であり、台湾と中国大陸南部に分布する。台湾では主に「山櫻花」と呼ばれ、海抜500-2200mの山地に自生するが、この語は中国大陸部では主にCerasus serrulataを指す。
日本では沖縄県の石垣島に国の天然記念物に指定された「荒川の寒緋桜自生地」が存在し、カンヒザクラも日本の基本野生種11種のうちの1種とされる場合があるが、これには一部に疑義がある。理由として、台湾により近い石垣島の西方の西表島などに自生地はなく、石垣島の自生地とされる場所も標高200mほどの自然度が低い二次林が多く、個体数が数百個体と少ないことが上げられている。そのためカンヒザクラが台湾から人為的に持ち込まれた後に野生化した可能性が指摘されているが、結論には至っていない。

## 利用
早春に咲き、花色が濃くて美しいので、暖地でよく植えられる。日本の代表的なサクラとして知られている野生種のヤマザクラや栽培品種のソメイヨシノの分布域の南限が鹿児島県（ヤマザクラはトカラ列島内、ソメイヨシノは屋久島とされる）である。そのため、沖縄県でサクラや花見と言えばこのカンヒザクラを指す。沖縄県や鹿児島県奄美地方でのサクラの開花予想及び開花宣言の標本木には、全国的に使用されるソメイヨシノではなくカンヒザクラが用いられている（北海道（北部から東部）の標本木はオオヤマザクラ）。具体的には、沖縄気象台では那覇市の末吉公園の「ヒカンザクラの標本木」を開花発表の目安（5輪以上）としており、奄美大島の龍郷町では奄美自然観察の森にある「標準木」を開花宣言の基準（5輪以上）としている。
花見などの鑑賞用に利用されるほか、台湾では紅色で卵形の果実（サクランボ）を「山櫻桃」と呼び、砂糖、塩、甘草などを加えて煮つめて、保存食や土産品としたり、ジャムにしたりする。花びらも塩漬けにして、スープや菓子の彩りに使われる。沖縄県でも泡盛に漬けて果実酒とするなどの利用例がある。
栽培品種作出のための親としても利用されている（#代表的な派生種）。

## 代表的な派生種
日本では、早咲き、下向き開花、濃い花弁色のカンヒザクラの特性を利用して複数の栽培品種のサクラを作出するために利用されている。カンヒザクラを片親とする代表的な栽培品種としてカワヅザクラ、ヨコハマヒザクラ、ヨウコウが上げられる。

## カンヒザクラ群
この種に近いとされるサクラはカンヒザクラ群と呼ばれる。カンヒザクラ群には以下のような種類が含まれる。ここでは一部を上げる。
- アタミザクラ（熱海桜）
- アタミハヤザキ（熱海早咲）
- イズタガアカ（伊豆多賀赤）
- オオカンザクラ（大寒桜）
- オカメザクラ（阿亀桜）
- カワヅザクラ（河津桜）
- カンザクラ（寒桜）
- ケイオウザクラ（啓翁桜・東海桜・岳南桜）
- シュゼンジカンザクラ（修善寺寒桜）
- タイリョウザクラ（大漁桜）
- ツバキカンザクラ（椿寒桜）
- トイザクラ（土肥桜）
- ハツミヨザクラ（初御代桜）
- ミョウショウジ（明正寺）
- ヨウコウ（陽光）
- ヨコハマヒザクラ（横浜緋桜）
- リッシュンカンザクラ（立春寒桜）
- リュウキュウカンヒザクラ（琉球寒緋桜・琉球緋桜）